# ماتيو فريزر
ماتيو فريزر (بالإنجليزية: Mateo Frazier)‏ هو كاتب سيناريو ومخرج أمريكي، ولد في 15 يونيو 1977 في أوكلاهوما في الولايات المتحدة.

## وصلات خارجية
- ماتيو فريزر على موقع IMDb (الإنجليزية)
- ماتيو فريزر على موقع أول موفي (الإنجليزية)
- ماتيو فريزر على موقع قاعدة بيانات الفيلم (الإنجليزية)
- ماتيو فريزر على موقع كينوبويسك (الروسية)